# إدواردا دياز
إدواردا دي أوليفيرا دياز (مواليد 22 أبريل 1999) لاعبة كرة طائرة البرازيلية المعتزلة. فازت بالميدالية البرونزية ولعبت لصالح الفريق الوطني البرازيلي لكرة الطائرة للسيدات في دورة الألعاب الأولمبية الصيفية للمعوقين 2016 في ريو دي جانيرو وكانت أول ميدالية للبرازيل في كرة الطائرة في دورة الألعاب الأولمبية للمعوقين.

## المزيد من المعلومات
بعد نجاحها في الألعاب الأولمبية 2016 للمعاقين في ريو، مثلت دياس البرازيل في الألعاب الأولمبية 2020 للمعاقين في طوكيو وهي تلعب في مركز مضرب، ومستعد، ومركزي، ومنتصف، وشاركت في فريق كرة الطائرة الوطني الجالس. وفي دورة الألعاب الأولمبية للمعاقين في طوكيو 2020، لعبت في الفريق الوطني البرازيلي للنساء في كرة الطائرة الجالسة. حيث كانت دياس أحد اللاعبات الرئيسيات، فازت بالميدالية البرونزية مرة أخرى، بعد فوزهم على كندا 1-3 في قاعة ماكوهاري ميسه.
وفي فبراير 2022، دُرب دياز مع أعضاء آخرين في فريق كرة الطائرة النسائي البرازيلي في مركز التدريب الأولمبي للمعوقين في ساو باولو للإعداد لدورة الألعاب الأولمبية.